# Microchilus campanensis
Microchilus campanensis är en orkidéart som beskrevs av Paul Ormerod. Microchilus campanensis ingår i släktet Microchilus och familjen orkidéer. Inga underarter finns listade i Catalogue of Life.